# Антарктик
Антарктик (грч. ανταρκτικός, енгл. Antarctica, супротно од Арктик) је континент на којем се налази Земљин Јужни пол. Пети континент по величини. То је најхладније место на Земљи и готово увек је прекривено ледом. Са 14,4 милиона km² то је пети највећи континент, након Азије, Африке, Северне и Јужне Америке, а само су Европа и Аустралија мањи. Око 98% површине Антарктика је прекривено ледом, чија је просечна дебљина око 1,6 km.
Антарктик је најхладнији, најсувљи и најветровитији континент на свету, а такође је континент са највећом просечном надморском висином. Због малих падавина цео континент је, технички гледано, највећа пустиња на свету. На њему не постоје сталне људске насеобине, а настањују га само биљке и животиње које су прилагођене великој хладноћи: пингвини, морски медведи, маховина, лишајеви и велики број врста алги.
Иако митови и нагађања о Тера Аустралис („Јужној Земљи“) сежу у стара времена, шире је прихваћено да су га Европљани први пут видели 1820. године, када је до њега стигла руска експедиција Михаила Лазарева и Фабијана Готлиба фон Белингсхаузена. Међутим, континент је остао занемарен у другом делу 19. века због негостољубиве средине, недостатка сировина и изолованог положаја.
Године 1959. дванаест држава су потписале Антарктичку повељу, а до данас ју је потписало 47 држава. Споразумом се забрањују војне активности и ископавање руда, подржавају научна истраживања и штити екозона континента. Експерименте врши више од четири хиљаде научника разних националности и научних интереса.
Интернет домен за Антарктик је .aq.

## Положај и величина територије
Најизразитија географска обележја Антарктика јесу његова удаљеност од насељених континената, неприступачност и суровост природе, облик територије, велика надморска висина и огромна површина под ледом. Назив континента је настао на основу његовог положаја супротно од Арктика (грчки анти - против, насупрот). Овај континент је највећим делом територије концентрисан око Јужног пола. Кружног је облика и испуњава скоро читав јужни поларни круг. Само копно око Јужног пола (Хоконов врх, 2.765 m) захвата површину од 13.176.727 km². Јужни магнетни пол налази се у источном делу Антарктика. Простире се на 2.500 km². На тој територији магнетна игла, постављена на хоризонталну осовину, заузима вертикални положај.
Антарктик је пети по величини међу континентима. Његова копнена маса је скоро сва покривена огромном леденом плочом. Са суседним острвима и шелфским ледницима, он захвата површину од 14.120.835 km². По облику, Антарктик се разликује од осталих континената који су у основи међусобно сличног облика, тј. неправилног троугла са ширим основама окренутим ка северу и врхом према југу. Антарктик је, међутим, крушкастог облика, сем истуреног полуострва које се пружа према југу Јужне Америке. Масивнији и мање разуђен део окренут је према Аустралији, а ужи и јаче дисециран према Јужној Америци. Према просечној надморској висини, Антарктик је знатно виши од осталих континената. Његова просечна надморска висина је 2.200 m (Европа 340 m, Јужна Америка 600 m, Азија 960 m итд.)
Појам „антарктички регион“ односи се на океанску, острвску и континенталну област које се налазе у антарктичкој климатској зони. Већа острва која припадају Антарктику јесу: Јужна Оркнијска острва, Јужна Шетландска острва, Јужна Џорџија и Јужна Сендвичка острва. Антарктик излази на три океана: Тихи, Атлантски и Индијски, и на пет мора: Веделово, Росово, Белингхаузеново, Амундсеново и море Скотија.
Периферни положај Антарктика најбоље илуструју подаци о растојањима између Антарктика и најјужнијих делова суседних континената: 800 km до Јужне Америке, 2.900 km до Аустралије и 3.400 km до Африке. Већи део континента на источној географској дужини зове се Источни Антарктик, а мањи на западној дужини – Западни Антарктик. Источни део састоји се од високих платоа прекривених ледом, а западни од архипелага обједињених заједничким ледом.
Антарктик је меридијански подељен на секторе над чије територије претензије полажу: Уједињено Краљевство, Аустралија, Нови Зеланд, Француска, Норвешка и Чиле, док над једним делом територије претензије полаже неколико земаља (Чиле, Аргентина и УК) или ниједна земља (Земља Мери Берд). Према Вашингтонском споразуму из 1959. године, Антарктик је за научна испитивања доступан свим државама света. Дуго времена кроз историју, Антарктик је био без икаквог значаја за човечанство. Представљао је „ничију земљу“ (Terra Nullius). Године 1538. Шпанија је објавила декларацију по којој је ставила под свој суверенитет све познате и непознате области Америке од северног до јужног пола. Главни разлози пораста интересовања за Антарктик средином 20. века били су богатство које доноси лов на китове, откривање рудних налазишта, апсолутна ненасељеност континента, погодности за чување животних намирница, медицинских средстава и лекова због одсуства бацила. Године 1917. Уједињено Краљевство је припојило део Антарктика који лежи према Јужној Америци, а 1923. и део око Росовог мора. Француска је 1924. године посвојила Аделина земља, а Норвешкој од 1931. године Острво Петра Првог.
Први политички спорови око Антарктика уследили су након Другог светског рата између Аргентине и Чилеа с једне и Уједињеног Краљевства с друге стране. Две јужноамеричке државе су, позивајући се на шпанску декларацију из 1538. године, упутиле своје експедиције на Јужна Шетландска острва и Грејамову земљу. Међутим, експедиција из Велике Британије је 1953. године порушила чилеанске и аргентинске истраживачке станице на Антарктику што је довело до погоршања њихових дипломатских односа. Временом, проблеми су постајали све учесталији. У циљу решавања спорова око поделе Антарктика настало је неколико теорија разграничавања: теорија суседства (даје првенство поседовања територијално најближој држави), теорија повезаности (признаје право запоседања унутрашњости континента оној држави која поседује суседни обалски појас) и теорија сектора (признаје право оној држави која лежи на истој географској дужини као области на Антарктику). Међутим, ни једна теорија није послужила као основа за решавање спорова. Међународни суд правде у Хагу донео је одлуку 5. априла 1933. године да се поларне области не могу ставити под суверенитет било које државе, ако их она не окупира. Према тој међународној правној одлуци Норвешка поседује област између 20° згд. и 45° игд, Аустралија 45°–160° игд, Француска 136°–142° игд., Нови Зеланд 160° игд. и 150° згд. и Велика Британија 80°–20° згд.

## Физичко-географска обележја

### Геолошка грађа и морфолошке одлике
Најстарије стене пронађене на Антарктику везане су за рани прекамбријум. Тектонска раседна линија која се пружа од Викторијине земље дуж источне обале Росовог мора до Веделовог мора, дели Антарктик на два дела: источни и западни. Расед је дуг 2.000 km, широк 350-550 km и дубок 2.100-2.750 m. Његовом западном ивицом јављају се вулканске стене, али и активни вулкани: Еребус (4.069 m), Терор (3.272 m) и Гаусберг (381 m).
Источни део Антарктика изграђен је од гнајса и гранита, кристаластих шкриљаца делимично покривених пешчарима и еруптивним стенама пермске и карбонске старости. Због тога се тај део Антарктика сматра делом старог праконтинента Гондване. На то указује и присуство фосила глосоптериса – флоре која је у то доба био раширена по целој Гондвани, а на Антарктику је пронађена у пешчарима пермско старости.
Поред Викторијине земље и Росовог мора протеже се на дужини 1.769 km планински венац правца север-југ изграђен од гнајса и гранита и прекривен делимично хоризонталним слојевима пешчара и кречњака. Највиши планински врхови су: Листер (4.023 m), Маркхам (3.185 m) и Киркпатрик (4.511 m).
У Трансантарктичким планинама у западном делу Антарктика, тектонска активност је прекинута пре око 400 милиона година. Неки научници сматрају да те планине представљају продужетак Анда, па их називају и Антарктанди. Прилог тој хипотези јесте постојање острва између Јужне Америке и Антарктика која су у прошлости представљала копнену везу између ова два континента. Тој тврдњи протиувречи чињеница да су острва изграђена од шкриљаца и порфирита. Јужна Џорџија, Јужна Шетландска, Јужна Оркнејска и Јужна Сандвичка острва изграђена су од шкриљаца и порфирита мезозојске старости.
Године 1969. у Трансантарктичким планинама пронађени су фосили тријаске старости листросауруса . То су први фосили диносауруса јурске старости пронађени близу Јужног пола (планина Киркпатрик, 4.267 m). Неколико година касније у истој области пронађени су фосили диносауруса терапада . Реконструкцијом тог фосила утврђена је сличност са алосаурусом , који је живео у Северној Америци. Ови фосили подржавају теорију да је Антарктик био део Гондване и да је током јуре владала топла и влажна клима. Палеонтолошка истраживања показала су да су у терцијару на Антарктику расле тропске биљке, а у приобалним водама корали, који живе у морској води топлијој од 20,5 °C.

### Ледени покривач
Ледени покривач на Антарктику захвата површину од 13,5 милиона km². Почео се формирати пре око 13 милиона година, односно у миоцену, а своје максимално простирање достигао је пре 4 милиона година. Просечна дебљина леда износи око 1.500 m а максимална 4.335 m на Бердовој равници у западном делу Антарктика. Ледничка маса се радијално креће према ободу континента брзином од 0,03-0,35 m/дан. Ободом инландајса јављају се моћни леднички језици чија је укупна површина 217.000 km². Њихова брзина кретања је 0,8-3,2 m/дан. Највећи је Бердмор дужине 209 km и широк 32 km. На Викторијиној земљи налази се ледник дуг 300 km и широк 30 km.
У приобалном појасу где је моћност леденог покривача мања и где постоји планински рељеф јављају се долински ледници, дужине 100-200 km. Њихова површина испресецана је пукотинама и моренским материјалом. Постоје и тзв. навејани ледници који се формирају у заветринама, углавном на западним и северозападним експозицијама.
Посебан облик глацијације на Антарктику јесу шелфски ледници који захватају 16% површине континента. Они се налазе по периферним деловима инландајса на дужини од 13.660 km. Равне су површине и издижу се 20-150 m изнад нивоа мора. Према положају у односу на инландајс издвајају се два типа шелфских ледника: унутрашњи и спољашњи. Међу унутрашњим ледницима највећу површину захвата Росов ледник 538.000 km², а међу спољашњим: Шеклтонов 32.000 km² и Западни ледник 26.000 km². Према океану, Росов ледник завршава се стрмим леденим зидом висине 20-50 m. Спољашња ивица ледника дуга је 800 km и широка 700 km. Њена површина износи око 500.000 km² .

### Климатске прилике
Сурова клима на Антарктику одувек је била препрека научним истраживањима, све док техника није напредовала да превазиђе екстремне услове. Типично обележје климе јесте одсуство чак и таквог лета какво је заступљено у северним поларним областима.

### Воде
Због тога што ледени покривач одбија сунчево зрачење назад у атмосферу и што су ефекти загревања са океана минимални због његове даљине од центра ледене масе, ваздух остаје оштро хладан током целе године и спречава топљење леда. На острвима ближим Јужној Америци, сунчеви зраци подижу температуру ваздуха која је довољно висока да отапа нешто леда. Тада настају кратки речни токови. Међутим. над већином континента температуре ваздуха остају довољно ниске и одржавају лед током целе године. Само са 1% територије Антарктика постоји отицање воде. Дужина највећег водотока износи 30 km. На ледницима настају привремени токови, дужине 50-60 km, у току кратког лета (новембар-април). Периодски речни ток Оникс, дуг око 60 km, отиче са ледника у басен језера Ванда.
Незалеђених површина има и ван стрмих планинских страна. То су оазе у леденим пустињама. У неким оазама постоје језера. Бердова експедиција је 1947. године у Земљи Мери Берд открила оазу површине 800 km² у којој постоји 23 језера.
Највеће језеро на Антарктику јесте Фигурног у оази Бангера, са површином од 4,7 km² и просечном годишњом температуром воде од 11 °C. На острвима је утврђено неколико оаза. У неким оазама јављују се термалне воде. Најтоплији термални извор налази се на острву Обмана (Deseption) са температуром воде од 88 °C.

### Биогеографске одлике
Због огромног леденог покривача, на Антарктику се јавља само примитивна, самоникла вегетација и мали број животињских врста прилагођених великој хладноћи. За разлику од копна, околна мора су богатија биљним и животињским светом.
Животињски свет богатији је од биљног, али је он искључиво везан за море и приморје. У унутрашњости копна нема живота. Флора је представљена знатно мањим бројем врста него на Арктику, мада се састоји од огромног броја јединки. На Антарктику се срећу врсте чији сродници настањују Америку, Аустралију и Тасманију. То су потомци животиња које су ту живеле крајем мезозоика, када је Антарктик био много пространији и вероватно спојен са Јужном Америком, Аустралијом и Новим Зеландом.

## Истраживање Антарктика
Прву хипотезу о постојању „неког“ јужног континента дали су Хипарх и његови следбеници и филозофи Помпоније Мела и Плиније који су јужни континент назвали Патала. Највећи утицај на средњовековно убеђење о јужном копну извршио је Птолемеј, а први пут га је у своју карту света уцртао познати картограф Меркатор 1587. године. Меркатор је тада сматрао да се Антарктик налази између Јужног пола и области до којих тадашњи морепловци нису доспевали.
Тек у 18. веку предузета су прва истраживања удаљених јужних области. Међу првим истраживачима спомиње се Џејмс Кук који је 1771. године открио острво Јужну Џорџију и Јужна Сандвичка острва пловећи Јужним Атлантиком. Услед јаких ветрова и препрека од ледених брегова зауставио се на 71°40’19”. Само 45 дана касније откривено је јужно копно, али се ни до данас не зна да ли је то био подухват Руса или Американаца.
Посада руског брода „Мирниј“ у својим дневницима наводи да је открила Антарктик 28. јануара 1820. године. Капетан брода Михаил Лазарев угледао је ванредно висок лед јужно од 69°23’19” јгш. и око 2°10’ згд. Американци пак тај успех приписују свом сународнику Натанијелу Палмеру који је ловећи фоке и китове 15. новембра 1820. године угледао са острва Обмане („Дисепшн“) „неко копно на југу“.
Веће интересовање за проучавање Антарктика уследило је почетком 19. века. Циљеви експедиција били су откриће јужног пола, откривање већих рудних лежишта, упознавање са везом Веделовог и Росовог мора, као и картирање континента. До 1954. године на Антарктик су биле послате 202 експедиције. Први Европљанин који је ступио на само антарктичко копно био је Норвежанин Карстенс Борхгревијк 1895. године.

### Откриће Јужног пола
Норвешки истраживач поларних области Роалд Амундсен решио је 1909. године да крене у освајање Северног пола. Након разочарења које је доживео сазнавши да га је у томе предухитрио истраживач Роберт Пири, донео је одлуку да своју флоту преокрене у правцу Јужног пола. Најпре се искрцао у Китовом заливу у Росовом мору 20. октобра 1911. године, а даља истраживања је наставио пешке. После 55 дана пешачења, тачније 14. децембра 1911. године, са још пет сапутника је стигао на Јужни пол, и за два дана истражио околину пречника 20 km. Безбедно су се вратили тако што су на сваком степену географске ширине постављали по једно складиште хране и опреме као и високе ледене путоказе.
Данас је на јужном географском полу смештена америчка Амундсен-Скот истраживачка станица, а док је на јужном геомагнетном полу смештена руска истраживачка станица Восток. Крајем 20. века, истраживачи из станице Восток открили су испод ледених наслага древно језеро, што се сматра последњим великим географским открићем.
Узорковање древног леда из бушотине са станице Восток, а потом и његова анализа од стране међународног научног тима довело је до бољег разумевања историје климе на Земљи, дуготрајних климатских промена и Миланковићевих циклуса.

## Становништво и насеља
Антарктик није политички ентитет; његов статус је регулисан „Уговором о Антарктику“, потписаним у Вашингтону 1959. године, који обавезује потписнике да територију Антарктика користе само у мирољубиве сврхе и за научна истраживања.
С обзиром на сурове животне услове Антарктика, осим истраживачких и научних станица у којима живи око 1200 људи, од сталних насеља има само осам породица аргентинског порекла, који тај простор желе да озваниче као своју територију. На континенту постоји и православни храм кога опслужују свештеници Руске православне Цркве. Сва острва су ненасељена изузев китоловне базе Грутвикен на Јужној Џорџији, која има од 400-1200 становника, у зависности од годишњег доба.
У највећем броју су присутни Руси, Американци и Енглези затим Норвежани, Французи, Аустралијанци и Новозеланђани.

## Привреда и природни ресурси
Главни разлози наглог пораста интересовања за Антарктик били су откривање нових рудних налазишта и богатство које доноси лов на фоке и китове.
Захваљујући раније поменутом геолошком саставу и великој старости стена, Антарктичка област је богата рудама. Велике наслаге угља откривене су у области Трансантарктичких планина, али услед тешкоће експлоатације руде, као и неприступачности и удаљености региона, тренутно не могу бити од користи.
Откривању рудног блага највише су допринели амерички истраживачи. Досадашња истраживања показала су да Антарктик поседује готово немерљиве резерве оловних, манганових и молибденових руда. Лежишта ових руда везана су за старе геолошке наслаге. Лежишта каменог угља одавно су откривена, а њихове залихе превазилазе залихе САД. Само у Викторијиној земљи откривен је слој каменог угља дуг 3000 км. Лежишта сребра, злата, молибденових, манганових и бакарних руда нарочито су богата на Грахамовој земљи мада их има и у Источном Антарктику. Главна лежишта гвоздене руде откривена су у Земљи Мери Берд. Уранове руде има на француском поседу – Земљи Адели. Из наведеног се може закључити да је Антарктик богатији од осталих континената овом рудом будућности, извором атомске енергије.
Једина привредна грана на подручју Антарктика је китолов. У току последњих 50 година најзначајнија китоловна подручја нагло су се преместила са севера на југ. Још 1920. године у водама Антарктика ловило се 48% китова. Већ 1931. године тај проценат је порастао на 98% светског улова. Од тада се китови и у овом делу светског мора све интензивније уништавају. Само у сезони 1944-1945 уништено је 98.000 јединки.
Данас су главна китоловна подручја јужни, Белингсхаузеново и Росово море. Уловљени китови се довозе до специјалних „бродова-фабрика“, тамо се врши комадање и топљење сала које служи за справљање маргарина, сапуна и сл. Месо, по укусу слично говеђем, конзервира се. Међутим месо неких китова заудара па се користи за израду беланчевинског брашна и материја за подмазивање машина.
Како је лов на китове узео маха, да не би дошло до уништавања ових животиња, створена је међународна конвенција о ограничењу лова. Њоме се забрањује лов на женке-мајке, као и на млађе китове мање од 21 метра. Лов је допуштен само у периоду од децембра до марта. За то време се не сме уловити више од 16.000 китоловних јединица (1 плави кит = 1 китоловна јединица; 2 кашалота = 1 китоловна јединица). Сматра се да се у антарктичким водама китоловом бави 10.000 људи. У томе се истичу Русија, Норвешка и Велика Британија.
Експедициони туризам малих размера је постојао још од 1957. и формално је контролисан Антарктичким споразумом и Протоколом о заштити животне средине, мада је у стварности је саморегулисан путем Међународне асоцијације антарктичких путних оператера (IAATO). Нису сва возила која учествују у Антарктичком туризму чланови IAATO организације, мада чланови покривају 95% туристичких активности. Путовања се организују углавном користећи бродове мале или средње величине, с фокусом на специфичне атрактивне локације са изузетно великим концентрацијама култне дивљачи. Укупно 37.506 туриста је посетило током 2006–07 Аустралијског лета и скоро сви су користили комерцијалне бродове; 38,478 је забележено 2015–16.